# 10 cm Kanone 17
A 10 cm Kanone 17 (rövidítve 10 cm K. 17 vagy 10 cm K 17, magyarul 10 cm-es tábori löveg 17) egy tábori löveg volt, melyet Németország használt az első és a második világháborúban.

## Fejlesztés
Mivel a 10 cm K 14 löveg lőtávolságát elégtelennek vélték, ezért a Krupp tervezett egy új, hosszabb (L/45) lövegcsövet, melyet a K 14 kocsiszerkezetére szereltek. Ez az összeállítás túl nehézzé tette a löveget, hogy összeszerelt állapotban szállítsák, ezért a lövegcsövet leszerelték, és egy külön szállítókocsin vontatták. A képen jól látható rámpák a szállítókocsi pozícióba állítását segítették, hogy egy vonalba kerüljön a cső a hátrasikló rendszerrel, így az ütegbe csörlőzhették. Ezek a rámpák a lövegtalpakra voltak rögzítve, de el lehetett őket távolítani.
A K 17 hidropneumatikus vagy hidrorugós visszarúgásgátló rendszert használt, a gyártótól függően.

## Légvédelmi feladatkör
Annak ellenére, hogy a K 17 löveget nem használták légvédelmi feladatkörre, a K 14 legtöbb nehéz és drága kiegészítő tartozékát, hogy képessé tegyék légelhárításra, meghagyták. Valószínűleg ez azért volt, mert siettették a K 17 löveg gyártását. A K 17 löveg egy egyszerűbb változatát 1917-ben tervezték meg, amely sok mindenben hasonlított a 10 cm K 04 löveghez. A teljes irányzó rendszer a 15 cm sFH 13 löveg irányzékán alapult, egy eltérő irányzék használatát elvetették és a löveget nem lehetett darabokra szedve szállítani. A löveg megjelölése a K 17/04 volt, melyből néhány százat rendeltek 1917 augusztusában.

## Végzet
Németország a versailles-i békeszerződés értelmében nem tarthatta meg ezeket a lövegeket, vagy szét kellett őket szerelni, vagy el kellett őket adni. Néhányat Svédországnak és Romániának adtak el a háború után, de néhányat elrejtettek, majd szolgálatba helyeztek a második világháborúban, főleg partvédelmi feladatkörben.

## Fordítás
- Ez a szócikk részben vagy egészben  a(z)   10 cm K 17 című angol Wikipédia-szócikk ezen változatának fordításán alapul.  Az eredeti cikk szerkesztőit annak laptörténete sorolja fel. Ez a jelzés csupán a megfogalmazás eredetét és a szerzői jogokat jelzi, nem szolgál a cikkben szereplő információk forrásmegjelöléseként.